# Xylitol
Xylitol (uitspraakⓘ) is een polyol (of suiker-alcohol) die wordt gebruikt als vervanger voor suiker. Het is een natuurlijke zoetstof die voorkomt in de vezels van vele soorten groente en fruit. Het heeft een zoete smaak zonder bijsmaak en wordt veel gebruikt in snoepgoed. De zoetkracht van xylitol is ongeveer gelijk aan die van suiker, maar het levert 40% minder calorieën. Omdat xylitol bij consumptie niet wordt omgezet in zuur is het onschadelijk voor het gebit (in tegenstelling tot bijvoorbeeld suiker, of andere zoetstoffen zoals sorbitol). Xylitol wordt zelfs gebruikt ter preventie van tandbederf.

## Ontwikkeling, productie en eigenschappen
Xylitol werd voor het eerst geproduceerd in de negentiende eeuw in Finland waar het werd gewonnen uit de bast van berkenbomen en op de markt gebracht als zoetstof geschikt voor diabetici. Later in de twintigste eeuw won de stof aan populariteit als tandvriendelijke zoetstof. Vrijwel alle kauwgom die in Europa wordt verkocht bevat xylitol. Het werd daarom op grote schaal geproduceerd in Europa en in de Verenigde Staten. Tegenwoordig is China de belangrijkste producent.
Veel gewassen leveren xylitol. Het komt voor in groenten (waaronder bloemkool) en in vruchten (waaronder pruimen, aardbeien, frambozen), die ongeveer 1% van het droge gewicht aan xylitol bevatten. Voor de massaproductie wordt nu vooral gebruikgemaakt van de resten van maiskolven, nadat de korrels zijn geoogst. De productie is ingewikkeld en duur.
Xylitol is hittestabiel en het karamelliseert alleen wanneer het meerdere minuten tot het kookpunt (216 °C) wordt verhit. Bij het bereiden van gebak komt de temperatuur niet boven de 100 °C.

## Toelating
In Europa is het xylitol toegelaten als voedingsadditief onder E-nummer E967.
In de Verenigde Staten werd het zoetmiddel jaren geleden door de FDA bestempeld als kankerverwekkend. Het middel is alsnog toegestaan als voedingsadditief en het wordt door de FDA aanbevolen als middel tegen tandbederf.

## Gezondheid
Er zijn geen negatieve effecten voor de gezondheid bekend.

### Kauwgom tegen tandbederf
Xylitol wordt -net als sorbitol- veel gebruikt in kauwgom omdat het een frisse smaak geeft. Dat komt doordat het oplossen van xylitol in water een endotherm proces is, waarbij warmte aan de omgeving wordt onttrokken. Daarbij ontstaat een fris gevoel in de mond. Maar belangrijker is de positieve werking op tanden en kiezen.
Finse onderzoeken (Universiteit van Turku, 1972 tot 1975) toonden aan dat bij het gebruik van xylitol in plaats van suiker 85% minder cariës ontstond. Uit verder onderzoek bleek dat het niet nodig is alle suiker te weren, slechts een klein aandeel xylitol is al voldoende. De werking berust op het feit dat de voor tandbederf verantwoordelijke bacterie Streptococcus mutans de xylitol niet kan metaboliseren en daardoor afsterft. Bovendien bemoeilijkt xylitol dat bacteriën zich als tandplak aan het tandglazuur hechten.
Verder stimuleert xylitol de aanmaak van (anti-bacterieel) speeksel en bevordert het de vorming van complexen van calcium en eiwitten uit het speeksel en daarmee de remineralisatie van de tanden en kiezen.
Om deze effecten te bereiken dient ca. 5 tot 10 gram xylitol verspreid over de dag te worden ingenomen, bijvoorbeeld als kauwgom of zuigtablet.

### Zoetstof voor diabetici
Xylitol levert 40% minder calorieën die bovendien langzamer dan suiker in het lichaam worden opgenomen. Daardoor veroorzaakt het geen verhoging van de bloedsuikerspiegel en ontstaat geen hyperglykemie door onvoldoende insulinerespons.

### Zwangerschap
Het gebruik door zwangere vrouwen is geen risico. Zuigelingen hebben baat bij het gebruik van xylitol door de moeder doordat er minder besmetting is met bacteriën die tandbederf veroorzaken.

### Behandeling van osteoporose
Xylitol vormt complexen met calcium dat daardoor in de darmen beter kan worden opgenomen. Dit biedt misschien mogelijkheden voor het voorkomen en behandelen van osteoporose (botontkalking).

## Xylitol in het lichaam
Xylitol bestaat uit een relatief groot molecuul dat veel water kan binden. Het wordt in de dunne darm alleen passief, dus langzaam en onvolledig, geresorbeerd. Bij regelmatig gebruik kan de resorptie verhoogd worden. Meer dan een halve gram xylitol per kilo lichaamsgewicht per dag kan laxerend werken. Na gewenning kan dat effect enigszins afnemen of deels verdwijnen. Uit onderzoek blijkt bovendien dat een mens het gebruik van 200 gram per dag gedurende langere tijd zonder problemen kan volhouden.
In de dikke darm wordt het restant (ca. 2/3) door de darmflora afgebroken tot gassen (zoals waterstof en koolstofdioxide, die grotendeels zorgen voor winderigheid en het laxerend effect), vetzuren en geresorbeerd. In de stofwisseling worden deze omgezet in koolstofdioxide en water.

## Effect op honden
Voor mensen is xylitol in normale doses onschadelijk. Honden zijn echter veel gevoeliger voor xylitol dan mensen en inname van hoge doses kan zelfs levensbedreigend voor ze zijn. Bij honden kan xylitol hypoglykemie veroorzaken en snelle behandeling door een dierenarts is dan noodzakelijk.